# Obniżenie Liswarty
Obniżenie Liswarty (341.22), czasem jako Obniżenie Liswarty-Prosny – mezoregion fizycznogeograficzny w południowej Polsce, stanowiący zachodnią część Wyżyny Woźnicko-Wieluńskiej. Region ma kształt podłużnego pasma o orientacji północny zachód – południowy wschód. Graniczy on od zachodu z Progiem Woźnickim, a od wschodu z Progiem Herbskim; na samej północy styka się z Wysoczyzną Wieruszowską. Region leży na pograniczu województw śląskiego i opolskiego i bierze swą nazwę od rzek odwadniających region: Liswarty (w części południowej) i Prosny (w części północnej).
Region jest znacznie zalesionym obniżeniem, powstałym w mało odpornych skałach górnego triasu i dolnej jury. Na jego obszarze znajdują się rezerwaty przyrody.
Obniżenie Liswarty (341.22) zostało wypreparowane w skałach jury. We wschodniej i centralnej części posiada duże zalesienie. W zachodniej części mezoregionu małą powierzchnię użytków rolnych reprezentują 5 i 6 kompleksy przydatności rolniczej na glebach płowych i glebach rdzawych.
Głównymi ośrodkami miejskimi regionu są Praszka i Gorzów Śląski (na pograniczu Progu Woźnickiego), ponadto wsie Herby i Boronów.
Obniżenie Liswarty rozpościera się na terenie gmin (od północy ku południu): Praszka, Gorzów Śląski, Kluczbork, Olesno, Radłów, Ciasna, Przystajń, Pawonków, Kochanowice, Herby, Blachownia, Boronów, Konopiska, Starcza i Woźniki.